# Val Paghera (Ceto)

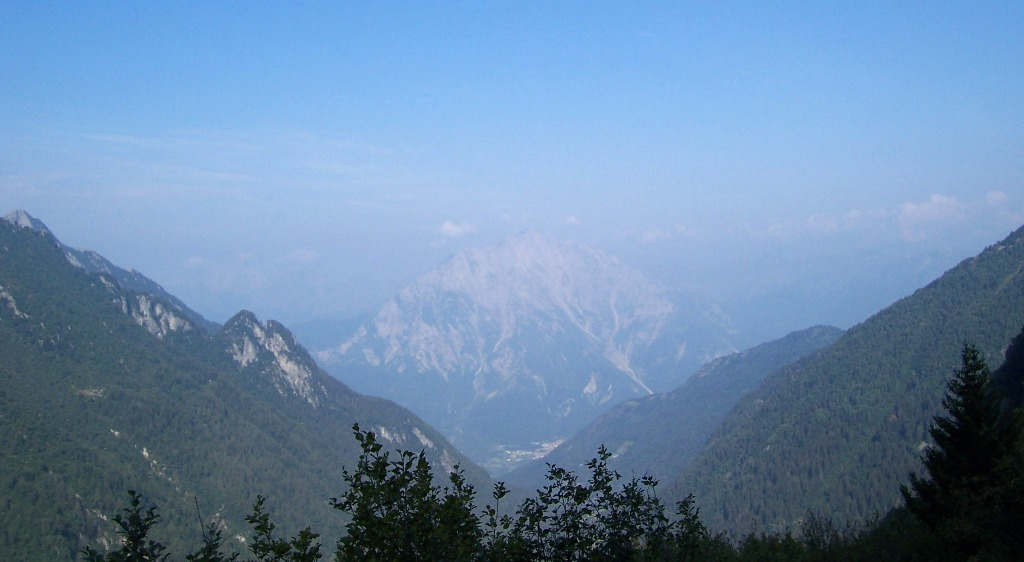
La Concarena dalla testata della Val Paghera

La Val Paghera di Ceto è una valle alpina del gruppo dell'Adamello, tributaria laterale della Val Camonica e percorsa dal torrente Palobbia.
Il suo imbocco è a circa 450 metri di quota, in corrispondenza del paese di Ceto, mentre la sua testata è a oltre 2700 metri di quota nella conca del Listino, uno dei più grandi circhi glaciali dell'Adamello.
La valle prende il suo nome da paghér, termine con il quale, nel dialetto camuno, si indicano gli abeti.
La si raggiunge percorrendo la stretta strada che sale dall'abitato di Ceto, superando un panoramico ponte sulla Palobbia, e raggiungendo, dopo circa 9 km le Case di Val Paghera.
Da questi abitati, immersi nel Parco regionale dell'Adamello è possibile ammirare la Concarena ed il lato occidentale della pala del Pizzo Badile Camuno.
Tributaria di questa valle da settentrione è la Val Dois.